# Церква Матері Божої Вервиці (Доха)
Церква Матері Божої Вервиці (араб. كنيسة سيدة الوردية) - католицька церква у Досі, Катар. Розміщена разом із церквами інших християнських конфесій у релігійному комплексі в Абу-Хамурі. Це перша церква, яка побудована в країні після мусульманських завоювань у 7 столітті.
Вартість будівницьва близько 20 мільйонів доларів США. Земля була подарована Еміром Катару Хамадом бін Халіфа Аль Тані. Відовідно до законів Шаріату, церква не має християнських символів на зовні, таких як хрести, дзвони чи шпиль.

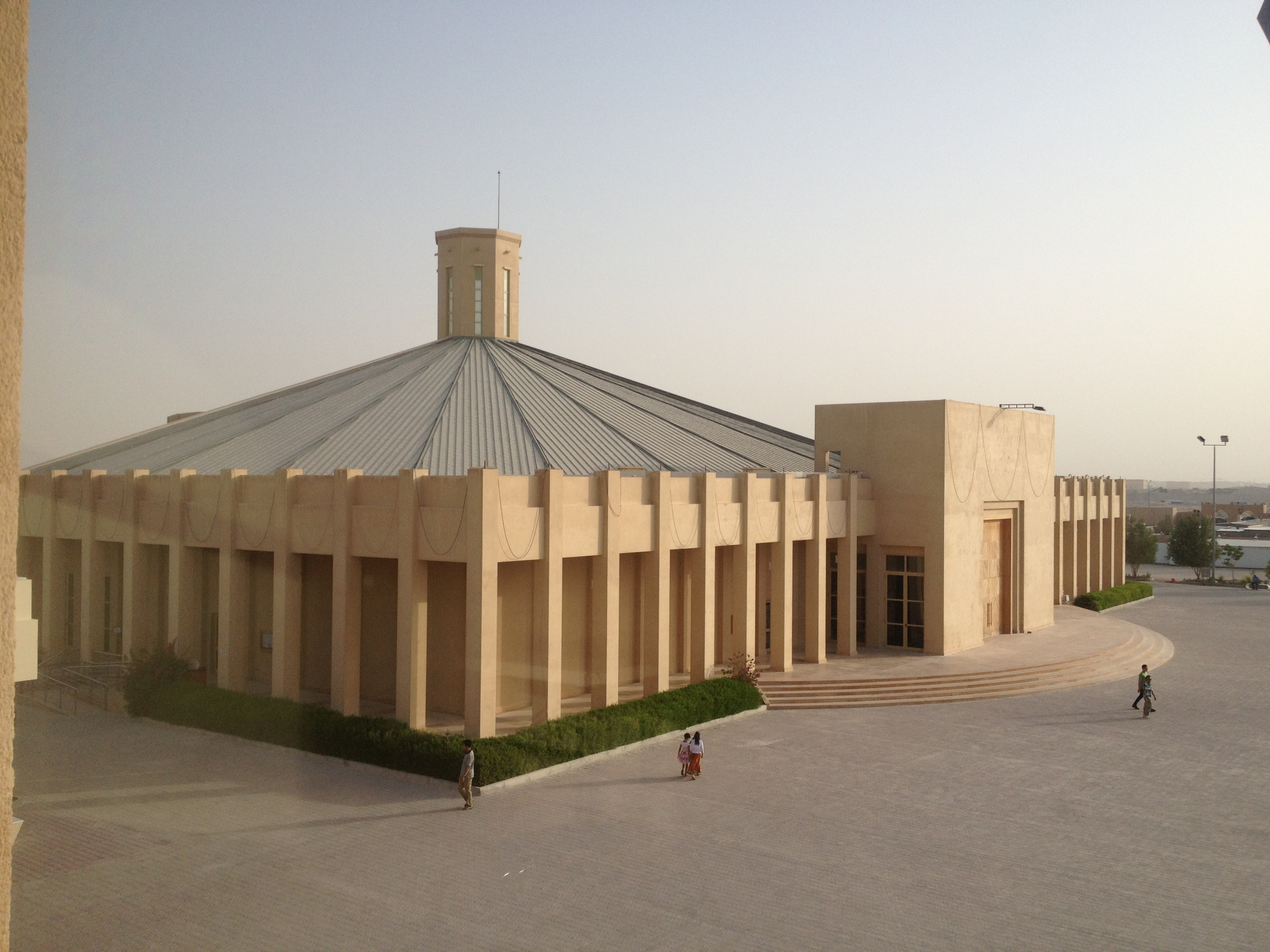
Церква Матері Божої Вервиці

Церкву освятив 14 березня 2008 року кардинал Іван Діас, префект Конгрегації євангелізації,  на церемонії за участю віце-прем’єр-міністра Катару Абдулли бін Хамад Аль-Аттія; Архієпископа Моунгеда Аль Хачема, посола Святого Престолу в Перській затоці; єпископа Пола Гіндера з Апостольського вікаріату Аравії; Архієпископа Джузеппе Андреа, колишного нунція Святого Престолу в регіоні; і кілька офіційних осіб Катару.
Церква є частиною Апостольського вікаріату Північної Аравії і обслуговує близько 200 000 католиків у Катарі, більшість з них трудові мігранти з Філіппін, Індії, Південної Америки, Африки, Лівану та Європи.